# Bartalis János
Bartalis János (Apáca, 1893. július 29. – Kolozsvár, 1976. december 18.) erdélyi magyar költő, a szabadvers egyik első magyar művelője.

## Életpályája
Apáczai Csere János falujában született, s mint korán anya nélkül maradt gyermek nehezen emelkedett ki a paraszti világ kötöttségéből, apja nem akarta városi iskolába engedni. A hosszúfalusi polgári iskola elvégzése után mégis Kolozsvárra került a tanítóképzőbe, később Budapesten a tanárképzőt is elvégezte, de nem tanügyi pályára készült; tanítói képesítésével klinikai tisztviselői állást vállalt, hogy Kolozsvárt maradhasson, s drámaírói terveit megvalósíthassa.
Mint ahogy emlékezéseiben többször is megírta, 1913–14 számára a nagy remények és kétségbeesések korszaka volt, Janovics Jenőhöz, a Kolozsvári Magyar Színháznak beküldött drámájára nem kapott ugyan választ, de a várakozás közben született s Kosztolányinak elküldött versekre postafordultával megérkezett a biztatás. Tényleges költői indulására a kolozsvári Újságban 1914. június 25-én került sor, majd Osvát Ernő 1916 novemberében közölte néhány versét a Nyugatban. A hírnévhez az első világháború borzalmas frontélményei után nyugalmas békét, természeti idillt hozó falusi éveken át vezetett az út. 1920 és 1933 között a Dés melletti Alsókosályon felesége földjén gazdálkodott. Ezalatt, 1925-ben írta hozzá versét Szentimrei Jenő Jó estét Bartalis! címmel, s jelent meg első verskötete, a Hajh, rózsafa (1926), az ESZC kiadásában, s nyomában olyan méltatások sora, mint Kosztolányié, Németh Lászlóé, Gaál Gáboré. „Bartalis János költő” – jelenti ki Kosztolányi a Nyugatban, és ítéletét az újszerűen ható természetes egyszerűség dicséretével támasztja alá: „Sehol a közelmúlt avas formanyelve, a nagyzoló, világmegváltó álromantika, a fontoskodás, a hetvenkedő, mellét verdeső öntetszelgés.”
Ott van a Helikon írói közösség alapítói között. 1929-től a Kemény Zsigmond Társaság tagja. 1933-tól 1941-ig Ráckevén, Pilisvörösváron, Kiskőrösön tanított, 1941-től 1959-ig a kolozsvári Egyetemi Könyvtár, ill. a Bolyai Tudományegyetem könyvtárosa. 1945–54: a teljes költői hallgatás évei, baráti biztatások azonban ismét versre hangolják, a következő évben pedig kinyomtatják válogatott verseit. Lírája aztán töretlen volt, szakmai és hivatalos elismerés övezte.

## Költészete
Már első verseiben kész költői fegyverzetben jelentkezett. Jóllehet filológiai elemzéssel kimutathatók bennük Ady-hatások s az expresszionizmus nyomai is, alapvetően ösztönös költőnek mutatkozik, s ez az ösztönösség végigkíséri költészetét. Olyan különböző ízlésű és alkatú irodalmárokat, mint Osvát Ernő, Kassák Lajos, Kuncz Aladár vagy Gaál Gábor, nyilván az ősiségében eredeti lírai hang ragadta meg, a Bartalis-vers nemcsak a magyar népköltészettel és a klasszikus bukolikákkal mutat rokonságot, hanem a legősibb munkadalokkal is; a különös hatását az adja, hogy ez az ősprimitívség a modern technikai civilizáció, az emberi kapcsolatok egyre bonyolultabbá válása korában szólalt meg. Amikor mások a líra határait a legelvontabb filozófikum, a bonyolult gondolati és képi kapcsolások irányában próbálták tágítani, ő a mezők szépségéről, a favágók, az aratók munkájának nagyszerűségéről dalol megszakítatlanul, olyannyira, hogy az egyes versek legtöbbször nem is különülhetnek el élesen egymástól. A természet kimeríthetetlen szépségeihez, energiáihoz igazodik a Bartalis-vers ismétlődéseiben végtelen áhítatában is: „Nincs kezdete az én dalomnak, / és nincs vége se, / egy darab a világból, / vagy talán maga az egész világ" (Ó, szép tavaszi nap!). Természet-központúságában egyhúrú ez a líra, mégis gazdagnak mondható, mert világa nem ember nélküli világ; igaz, a versbe belépő ember ugyancsak a természet része, mint ahogy első s mindjárt emlékezetes költeményeinek egyike, Az erdőről hazatérő favágók hírül adja: „Az erdőről hazatérő favágók nagy újságot hirdetnek. / Azt beszélik, hogy tavasz van, / mert kinyílott a hóvirág.”
A bartalisi bukolikák többsége az ember és a természet idilli viszonyát, a mezei munkának is inkább szépségét, semmint nehézségét zengi ugyan, mégsem a valóságtól elszakadt, mégis életszerű költészet ez. A természet a híres kosályi bukolikákban nem díszletként van jelen, a költő nem mesterségesen hangolja magasra érzelmeit: érezni, hogy maga fogta az ekeszarvát, s az életforma egyben önkifejezési forma a kosályi költő számára. Művészi eszközeiben is tárgyszerű ez a líra; viszonylag kevés költői képet használ, köznapi tények, munkafolyamatok s a táj aprólékos leírásából áll össze a vers. Előfordul, régebbi és újabb leírásaiban egyaránt, hogy a tárgyszerűség szándékolatlan prózaiságba fordul, a jellegzetes azonban az, hogy a tárgyias pontosság egyben a lírai hangulat megteremtésének eszköze (De különben csend van). Ez szintén a költő ösztönösségével, a természetben való feloldódásával, panteisztikus szemléletével magyarázható: „Virágba borulva állnak a fáim. / E dús virágok közt / virágba borulok én is. / Ujjaimból liliomok nőnek" (Ujjaimból liliomok nőnek).
Ez a természet, falusi élet, munka szépségét dicsérő költészet társadalmi funkcióját tekintve többféle lehetőséget hord magában. A természeti értékekhez való ragaszkodás egyben kiállás az erkölcsi értékek mellett, a virágok, a csillagok, az egyes ember békéje közösségi gonddá, közösségi vállalássá minősülhet, mint például a Szőlőőrzésben: „Én vagyok az éjek pásztora / és az egész világ álmára vigyázok. / Állok a világ felett, / mint egy feltűzött vasvilla / és a világ borát őrizem." A Méhek között a „Sötétség nélküli lélekragyogás", a más embereket le nem igázó, „könnyed zsarolást"-t nem ismerő munka himnusza. Ezt az idillre hangoltságot, a mindenen átsegítő általános humánum hitét először az 1915-ös frontélmények törik meg, s a költő emberszeretetét, féltését konkretizálják, a fenyegetettségben emberségét mélyítik el (Királyok, Varjak). 1933-ban hangzik fel ismét lírájában a figyelmeztetés az „idilli világ” mélyén rejlő veszélyekre, és a szerző tudatában a híres kosályi bukolikák „hírhedtté” válnak – „mint gyilkos, hegyes puskagolyók, / olyanok a búzaszemek, a drága búzaszemek” (No, idilli világ). Amikor a „forró puskacső” ismét valósággá lesz, megírja Ima mindenkiért 1940-ben c. versét (Móricz Zsigmond közli a Kelet Népében).
A második világháború befejeződése, s a rákövetkező kilencévi hallgatás után lírájának humánuma éppoly áttetsző tisztának bizonyul; az új versek nem mutatnak semmiféle éles cezúrát, noha a költő 1959-ben jelszószerűen meghirdeti: „Az új embert írd fel, a nagyszerű hőst…” Ennek a szándéknak a szellemében születnek „És akkor…" kezdetű riportversei a szocialista mezőgazdaság útjára lépő faluról, az új Kosályról; költői hazatalálását mégsem ezek, hanem a régi kosályi bukolikákkal összecsengő „földízű-szép köszöntések" jelzik, melyekben a boldogságot, a szépséget, az „álomnövesztő májusok"-at változatlanul fiatalos lelkesültséggel vállalja.
Költői nyelvének értékei mellett irodalomtörténeti jelentőségű lírájának formai újítása: a Walt Whitmannel világirodalmi jelenséggé vált szabadvers egyik legelső magyar művelője, neve a Füst Miláné és Kassáké mellett említhető. Rímet, „minden előre megszabott formát” nyűgnek érez; és valóban, a bartalisi szabad vers sem megmerevedett forma – a teljes kötetlenségtől a szabályos népdalritmusig számos közbeeső fokozatot mutat. Igazán jó szabad versei nem azok, amelyek parttalanul áradnak, hanem amelyeket az érzelem, a gondolat, olykor a költői képek fegyelmezettebb rendbe szerveznek (Szőlőőrzés, No, idilli világ, De különben csend van, Hajnali zene). Példája idősebb és fiatalabb kortársaira (például Méliusz Józsefre, Korvin Sándorra) egyaránt hatott.
Köszöntő c. versére Terényi Ede komponált kantátát, Ősz, milyen szép vagy és Várlak c. verseit a magyarországi Halmos László zenésítette meg; maga Bartalis János szövegkönyvet írt Eisikovits Mihály Miksa A kecske meséje c. operájához.

## Verseskötetei

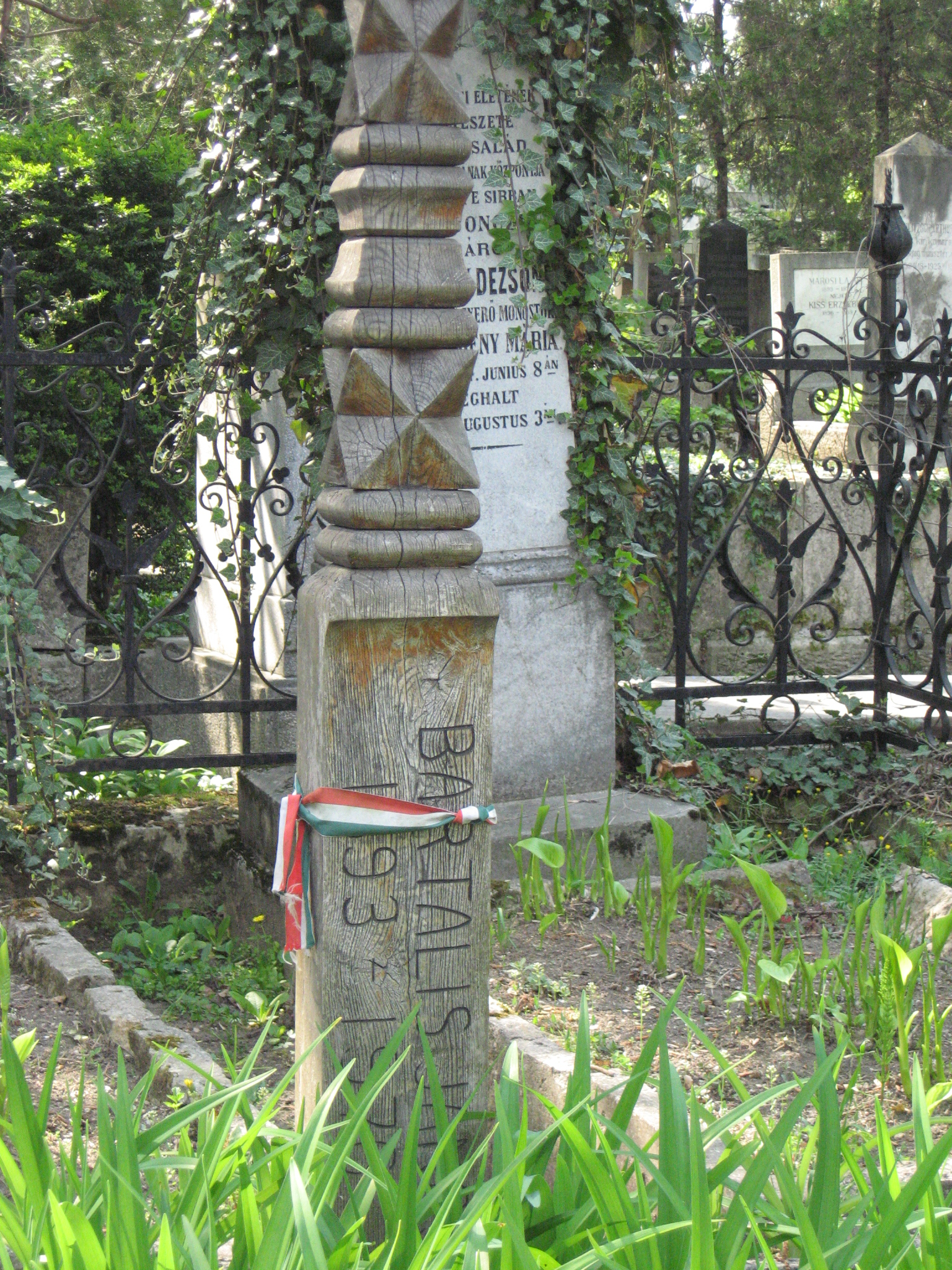
Sírja a Házsongárdi temetőben

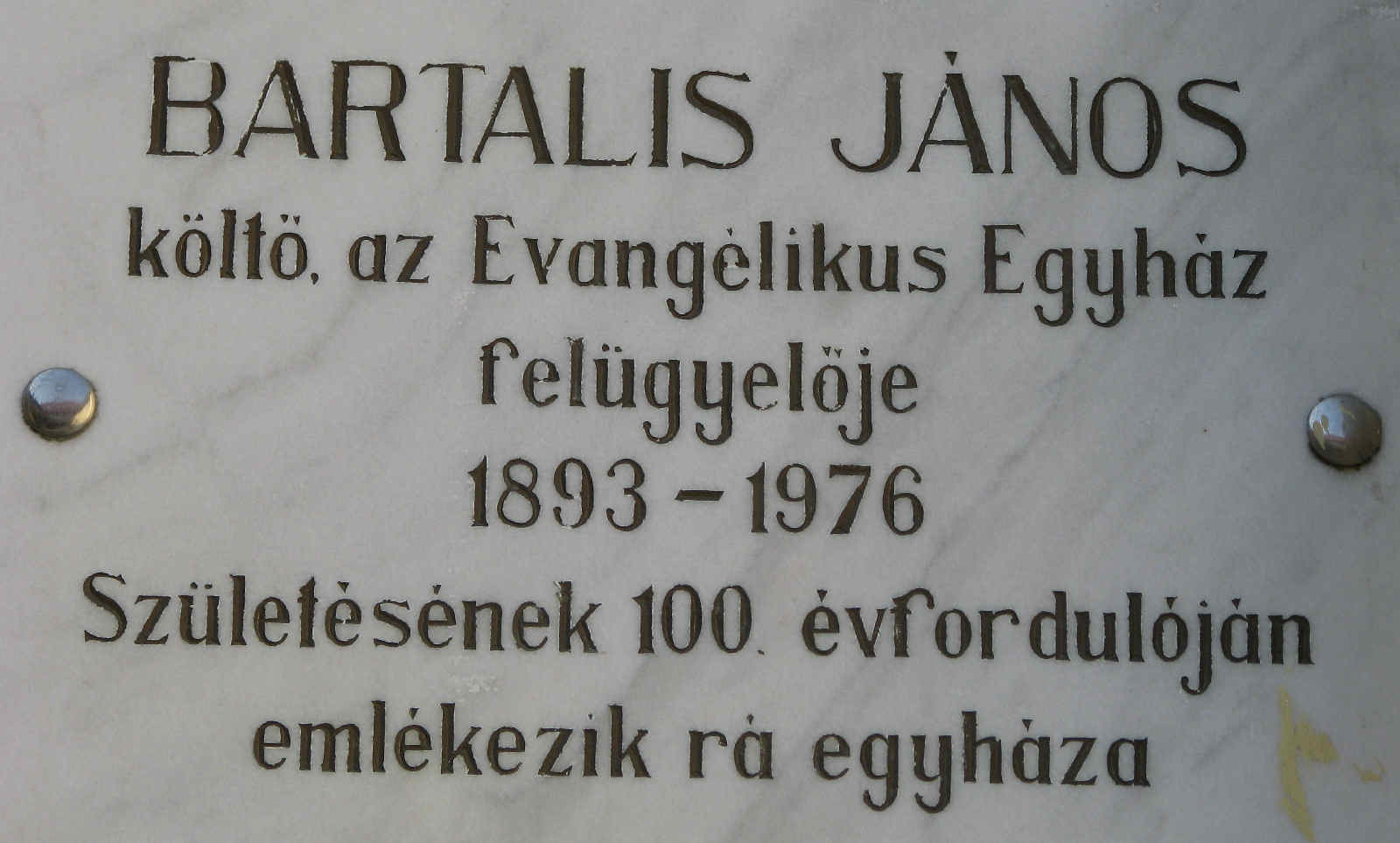
Emléktáblája Kolozsváron, az evangélikus püspökség belső falán

- Hajh, rózsafa. Kolozsvár: Erdélyi Szépmíves Céh, 1926
- Napmadara. Budapest: Dante, 1930
- Föld a párnám. Kolozsvár: Erdélyi Szépímíves Céh, 1930
- Világ térein gázolok. Budapest: Dante, 1937
- A mezők áldása. Bartalis János összes versei. Budapest: Révai, 1942
- Pedig tavasz jő. Bukarest: Állami Irodalmi és Művészeti Kiadó, 1957
- Új mezők és új dalok felé. Bukarest: Állami Irodalmi és Művészeti Kiadó, 1959
- Versek. 1–2. köt. Bev. Izsák József. Bukarest: Irodalmi, 1963–1968
- Idő, ne fuss! Bukarest: Irodalmi, 1965
- Legszebb versei. Bukarest: Ifjúsági, 1966
- Nyugtalanságok. Bukarest: Ifjúsági, 1969
- Az, aki én voltam. Önéletrajzi visszaemlékezés. Bukarest: Kriterion, 1972
- Veresbegymadár. Bukarest: Kriterion, 1973
- Vers, fájó szépség. Kolozsvár: Dacia, 1977
- Jövök az Időből. Brassó: Brassói Lapok Alapítvány, 2003
- Ujjaimból liliomok nőnek. Válogatott versek; vál., tan. Balázs Imre József; Kriterion, Kolozsvár, 2004 (Romániai magyar írók)[1]
- Válogatott versek; vál., szerk. Fekete Vince; Székelyföld Alapítvány, Csíkszereda, 2020 (Székely könyvtár)

### Román nyelven
- Emil Giurgiuca fordításában: Poezii (1968)
- Gelu Păteanu fordításában: Ruga mea din flori de aur (Méliusz József előszavával, 1974)